# 7-seven- (キリンジのアルバム)
『7-seven-』（セブン）は、キリンジの7枚目のアルバム。

## 概要
- メジャーデビュー10周年記念『10th.Anniversary 2008』として3ヶ月連続リリース最終弾。
- 2007年に実施した7か月連続でデジタル配信シングルを中心に構成されているが、ただ配信曲の大半は別ヴァージョンとなった。
- 初回限定盤にはミュージックビデオと「Kirinji TV」のメイキングを収録したDVDが付いている。ジャケットは掲載のジャケット写真をメタリックシートにプリントした仕様。
- インディーズアルバム『2 in 1』に全曲インストバージョンを加えた復刻盤「2 IN 1 〜10TH ANNIVERSARY EDITION〜」と同時発売。

## 収録曲

### CD
（全編曲：キリンジ（特記以外））
1. 家路(Album Ver.)
  - 作詞・作曲：堀込高樹
2. 朝焼けは雨のきざし(Album Ver.)
  - 作詞・作曲：堀込高樹／ホーンアレンジ：山本拓夫、堀込高樹
3. SHOOTIN' STAR
  - 作詞・作曲：堀込泰行
4. 今日も誰かの誕生日
  - 作詞・作曲：堀込高樹
5. タンデム・ラナウェイ tandem runaways
  - 作詞・作曲：堀込高樹
6. 君のことだよ
  - 作詞：堀込泰行／作曲：堀込高樹／編曲：キリンジ、森俊之／ホーンアレンジ：森俊之
7. ジョナサン(Album Ver.)
  - 作詞・作曲：堀込泰行
8. Ladybird
  - 作詞・作曲：堀込泰行／編曲：キリンジ、森俊之
9. この部屋に住む人へ
  - 作詞・作曲：堀込高樹
10. 囁きは天使のように -Call me-
  - 作詞・作曲：堀込泰行
11. グレイハウンド・マン(Album Ver.)
  - 作詞・作曲：堀込泰行
  - 本人曰く「ツアー中の深夜のバス移動の時の気分を下敷きにして作った」。実際にはグレイハウンド・バスに乗ったことがない。[1]
12. もしもの時は
  - 作詞・作曲：堀込高樹

### DVD
1. ロマンティック街道
2. Lullaby
3. 朝焼けは雨のきざし
4. Making of KIRINJI TV